# Сексуальное отвращение
Сексуа́льное отвраще́ние (также сексуальная аверсия, от англ. aversion — «отвращение») — негативные чувства по отношению к половой связи, выраженные настолько, что это приводит к уклонению от сексуальной активности. В современной Международной классификации болезней 10-го пересмотра (МКБ-10) относится к половым дисфункциям и носит код F52.10.

## Диагностические критерии
Для постановки диагноза «сексуальное отвращение» по МКБ-10 требуется соответствие состояния следующим критериям:

- A. Должны выявляться общие критерии половых дисфункций.
- B. Предстоящая половая связь с партнёром вызывает отвращение, страх или тревогу, которые достаточны, чтобы привести к уклонению от половой активности или, если половая связь имеет место, то она сочетается с сильными негативными чувствами и неспособностью переживать удовольствие.
- C. Отвращение не обусловлено тревогой перед неудачей (в связи с сексуальной неспособностью или отсутствием сексуальной реакции в предыдущий раз).

— МКБ-10. Исследовательские диагностические критерии
Общие критерии половых дисфункций (F52):

- G1. Больной не способен участвовать в половой жизни в соответствии со своим желанием.
- G2. Дисфункция имеет место часто, но может и отсутствовать в некоторых случаях.
- G3. Дисфункция отмечается минимум 6 месяцев.
- G4. Расстройство не может быть целиком приписано любому другому психическому и поведенческому расстройству в МКБ-10, соматическому расстройству (в частности, эндокринному расстройству) или лекарственной терапии.

— МКБ-10. Исследовательские диагностические критерии